# Tourisme au Venezuela

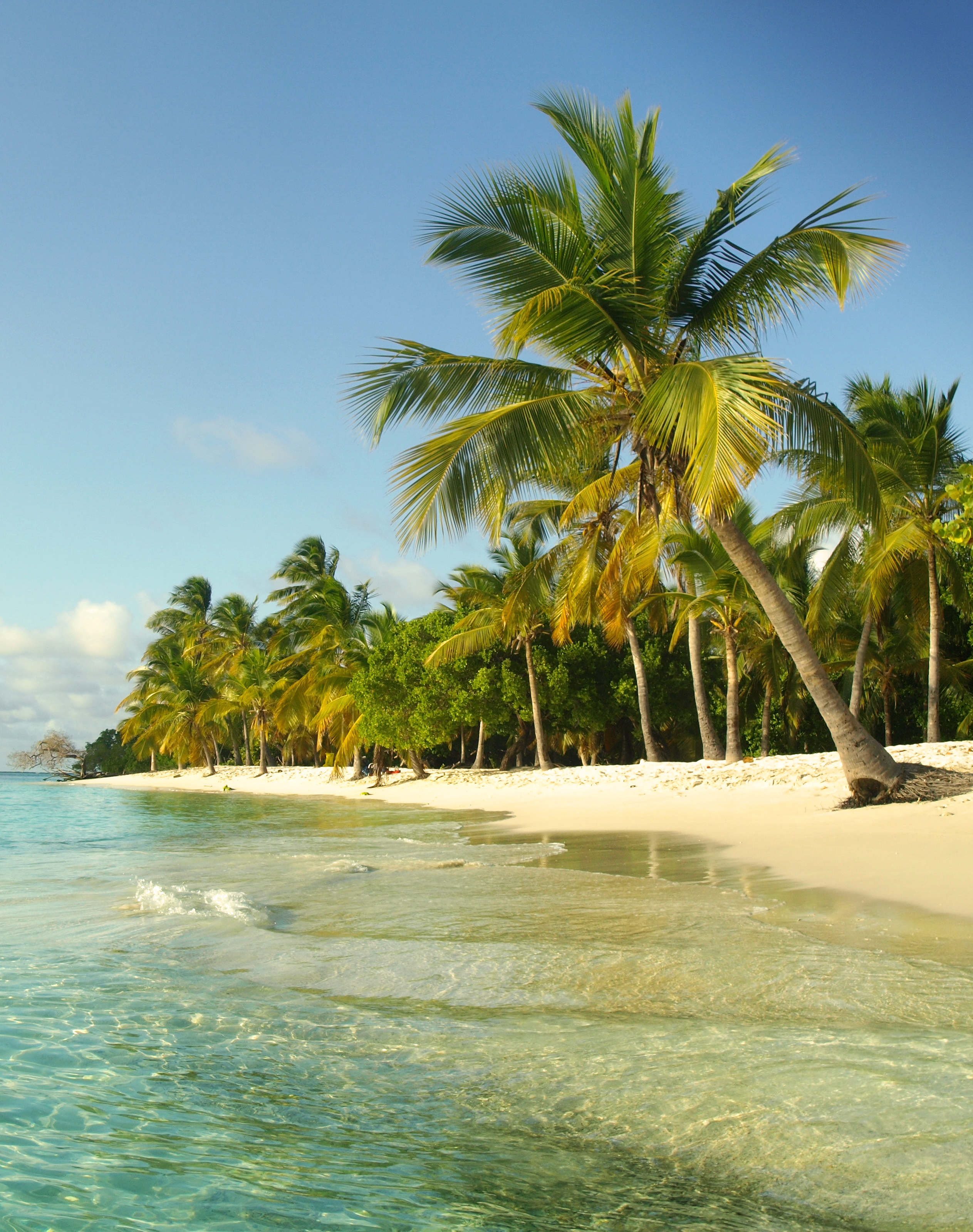
Parc national Morrocoy.

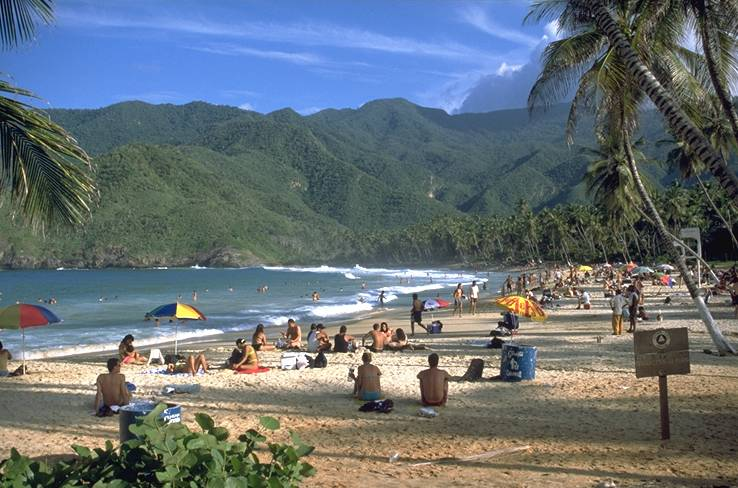
Plage Choroní.

Le tourisme au Venezuela s'est considérablement développé pendant des décennies, notamment en raison de sa position géographique, de la diversité des paysages, de la richesse des plantes et de la faune, des expressions artistiques et du climat tropical privilégié du pays, propice à chaque région tout au long de l'année.  
Toutefois, depuis les années 2010, le pays connaît une crise économique et politique très grave qui touche le tourisme dans l’ensemble du pays.

## Principaux sites touristiques

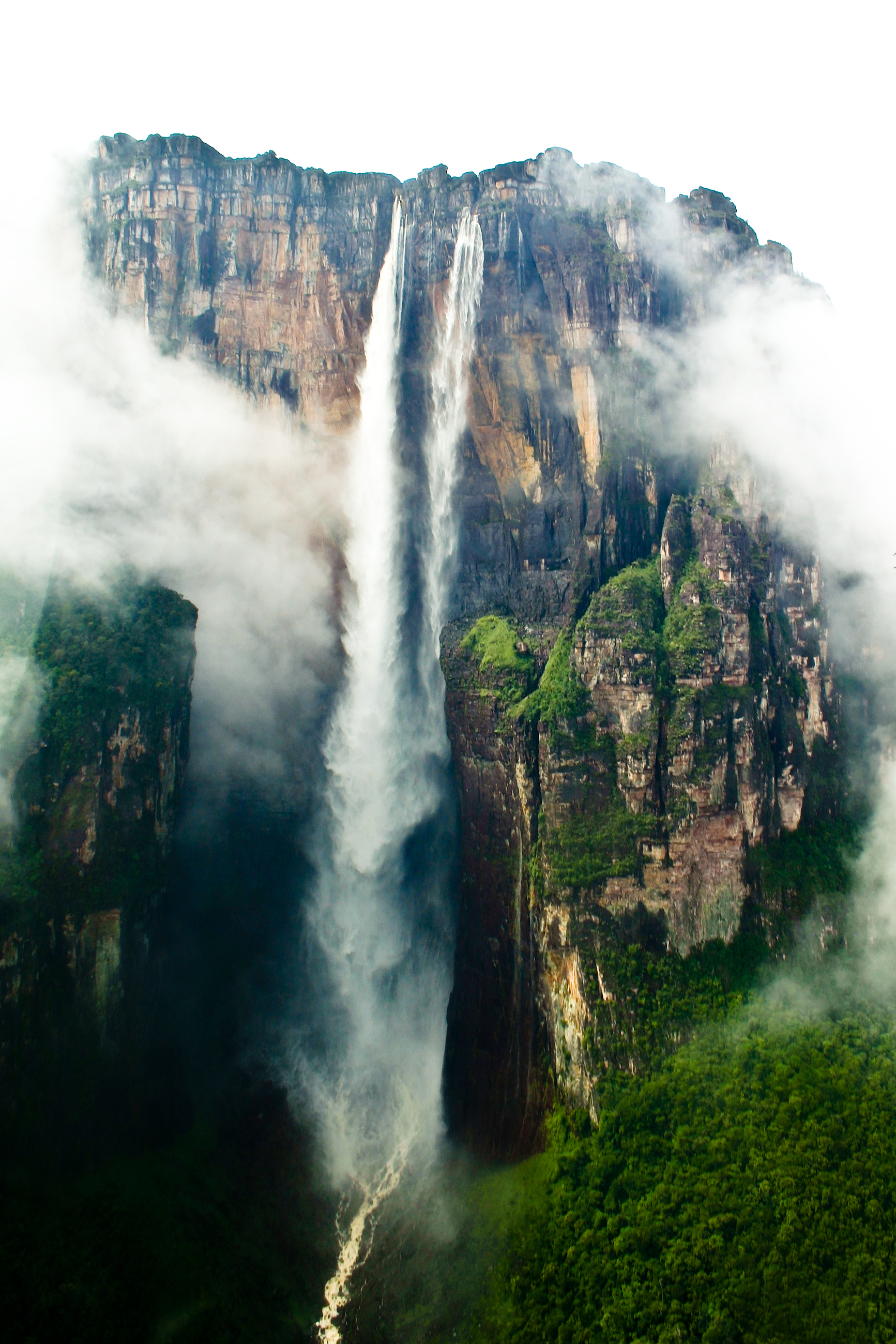
Le Salto Ángel.

Le Venezuela offre l’ensemble des paysages de l’Amérique du Sud. On y trouve la forêt et la jungle amazoniennes, les montagnes de la Cordillère des Andes, de vastes plaines parcourues de fleuves... Une faune, avec notamment 1 300 espèces d'oiseaux, et une flore diversifiées. Le pays est avant tout apprécié des touristes par son littoral sur la mer des Caraïbes et l'océan Atlantique avec 2 800 kilomètres de côte. Il s’y trouve un écosystème sous-marin qui permet notamment la pratique de la plongée,.
Caracas, la capitale du pays, offre de nombreux musées comme le Palacio de las Academias, le Musée d'Art Contemporain, la Galerie d'Art National, le Musée des Beaux-Arts de Caracas ou le Musée d'Art Colonial. De nombreux parcs permettent de retrouver des paysages de lagunes et la flore de ces espaces. La ville de Mérida est connue pour offrir le plus long téléphérique du monde reliant la ville au Pic Bolívar, à 5 007 mètres de haut. Parmi les curiosités de la nature, Le Salto Ángel est la plus haute chute d'eau du monde, avec une hauteur de 979 m. Sur le cours du rio Kerep, rivière appartenant au bassin versant de l'Orénoque, cette chute se situe dans la municipalité de Gran Sabana (État de Bolívar) au Venezuela. La chute s'appelle aussi le « Saut de l'ange » en français, bien qu'il s'agisse d'une traduction erronée, salto signifiant « cascade » et Angel provenant du nom de l'aviateur, Jimmy Angel, qui survola le premier les chutes.

## Historique
En 2012, selon une étude de la revue América Economía sur le tourisme dans 132 pays, le Venezuela est à la 84e place du classement général et souffre d’une mauvaise image en matière touristique. En 2013, le nombre de touristes est estimé à 700 000.
À partir de 2014, les crises politique et économique ainsi que l’insécurité qui règne dans le pays ont détruit l’industrie touristique du Venezuela.

## Recommandations
Le 30 octobre 2019, le Gouvernement de la République française par la voix de son Ministère de l'Europe et des Affaires étrangères recommande de ne pas pénétrer au Venezuela. Pour les personnes présentes sur le territoire vénézuélien, il est demandé de limiter les déplacements et de ne pas se mêler aux manifestations. Il est conseillé de faire des réserves d’eau, de nourriture et de médicaments .